# José Pedro Ferradeira dos Santos
José Pedro Ferradeira dos Santos (sinh ngày 24 tháng 1 năm 1995 ở Póvoa de Varzim) hay Vinícius, là một cầu thủ bóng đá người Bồ Đào Nha thi đấu cho Vilaverdense ở vị trí hậu vệ.

## Sự nghiệp bóng đá
Vào ngày 23 tháng 8 năm 2014, Vinícius có màn ra mắt cho Académico Viseu trong trận đấu tại Giải bóng đá hạng nhất quốc gia Bồ Đào Nha 2014–15 trước Benfica B.

## Cá nhân
Anh là em trai của Tó Barbosa.